# Sainte-Catherine (Rhône)
Sainte-Catherine ist eine französische Gemeinde  mit 981 Einwohnern (Stand: 1. Januar 2022) im Département Rhône in der Region Auvergne-Rhône-Alpes. Sie gehört zum Arrondissement Lyon und zum Kanton Vaugneray (bis 2015: Kanton Mornant). 

## Geographie
Sainte-Catherine liegt etwa 26 Kilometer südwestlich von Lyon am Fuß der Monts du Lyonnais am Fluss Platte. Umgeben wird Sainte-Catherine von den Nachbargemeinden Saint-Martin-en-Haut im Norden, Chabanière im Nordosten, Riverie im Osten, Saint-Romain-en-Jarez im Süden sowie Larajasse im Westen.
Die Gemeinde gehört zum Weinbaugebiet Coteaux du Lyonnais.

## Bevölkerungsentwicklung
| Jahr                       | 1962 | 1968 | 1975 | 1982 | 1990 | 1999 | 2006 | 2012 |
| Einwohner                  | 577  | 593  | 566  | 729  | 770  | 856  | 927  | 927  |
| Quellen: Cassini und INSEE |      |      |      |      |      |      |      |      |

## Sehenswürdigkeiten
- Kirche von Sainte-Catherine

## Persönlichkeiten
- Jean-Pierre Néel (1832–1862), katholischer Missionar in China, kanonisiert 2000 von Papst Johannes Paul II.